# Grażyna Auguścik
Grażyna Maria Auguścik (ur. 17 sierpnia 1955 w Słupsku) – polska wokalistka jazzowa.
Śpiewa utwory nawiązujące do polskiej muzyki ludowej, muzyki latynoskiej i klezmerskiej.

## Kariera
Uczyła się gry na gitarze w szkole muzycznej w Słupsku, później uczyła się śpiewu, kończąc m.in. w 1992 Berklee College of Music w Bostonie.
Debiutowała jako wokalistka w 1977 na festiwalach piosenki w Toruniu i w Opolu (w 1979 zdobyła główną nagrodę w konkursie debiutów w Opolu). W 1981 zdobyła nagrodę na festiwalu piosenki studenckiej w Krakowie oraz na festiwalu jazzu tradycyjnego „Złota Tarka” w Warszawie występując z zespołem „Playing Family” (późniejsza „Swing Orchestra Cracow”).
W 1988 wyjechała do USA, gdzie występowała m.in. z Michałem Urbaniakiem i Urszulą Dudziak, a także z takimi muzykami, jak np.: Jim Hall, Michael Brecker i Randy Brecker, John Medeski czy Patricia Barber. Od 1994 mieszka w Chicago. W 2002, 2003, 2004, 2006 i 2016 r.. uznana za najlepszą wokalistkę jazzową przez Jazz Forum.
25 maja 2017 wystąpiła na festiwalu Made in Chicago w Poznaniu wraz z Dee Alexander.
Nagrała 12 albumów, w tym dwa z Urszulą Dudziak. W Polsce występowała m.in. z The Cracow Klezmer Band w roku 2005, nagrała również z tą grupą dwa utwory na ich płytę Sanatorium pod Klepsydrą.

## Dyskografia

### Płyty autorskie
- Sunrise Sunset (Polskie Nagrania „Muza”, 1988)
- Kolędy polskie (1996; z Urszulą Dudziak)
- Don't Let Me Go (1996)
- Pastels (1998; z Bogdanem Hołownią)
- Fragile (2000; z Paulinho Garcia)
- To i Hola (2000; z Urszulą Dudziak)
- River (2001)
- PastForward (2003)
- The Light (2005)
- Lulajże (The Lullaby For Jesus) (2005)
- Live sounds live (2007)
- Andança (2008; z Paulinho Garcia)
- Bee (2010; jako Augusta, z Włodzimierz Kinior Kiniorski)
- Personal selection (2011)
- The Beatles Nova (2011, z Paulinho Garcia)
- Man behind the sun – songs of Nick Drake (2012)
- Orchestar – Inspired by Lutosławski (2014)
- Szeptem (2016, z Andrzej Jagodziński Trio)[3]
- 2 The Light  (2023)[4]

### Single
- Spoza nas (+ Paulinho Garcia) (2008)

### Remiksy (wybrane)
- Enigma Device”  Reunified EP – Super Bro (2005)
- Peabody & Sherman  HOTBOXING NICORETTE – Super Bro (2004)
- Peabody & Sherman – Remixes   LP  – Super Bro (2003)
- Amsterdam Nights: A Collection Of Dutch Club Grooves –  Varese Records (2003)
- “Bali Bar Episode 2” – Shaoline Music (2002)
- “Bossa House n¹ Breaks” – King Sounds Records (2001)
- “First Flight EP” – Elevation Recordings (2001)
- “Space Lab Yellow: Phase 1” – Ibadan (2001)
- “Ascension Dimension, Vol. 2” Stereo Deluxe (stu) Ascension (2000)

### Zaproszona do udziału (wybrane projekty)
- Robert Świstelnicki – Piosenki miłosne wczesnej postkomuny i późnego kapitalizmu (SJ Records 2023)
- The Intuition Orchestra – FROMM – MTJ (2012)
- Jan Bokszczanin „KOMEDA – Inspirations” – (2010)
- Sienna Gospel Choir – Kolędy (2008)
- Patricia Barber “Mythologies” – Blue Note Records (2006)
- Rope " Heresy, And Then Nothing But Tears" – Family Vineyard (2006)
- John McLean “Welcom Everything  Guitar Madness” – JohnMcLeanMusic (2005)
- The Cracow Klezmer Band “Sanatorium Under the Sign of the Hourglass” – Tzadik (2005)
- “BEE KINIOR & AUGUSTA” – FLAP-ART (2005)
- The Cracow Klezmer Band “Bereshit” – Tzadik (2003)
- “Batizado”  Scottinho – Scott Anderson (2003)
- “Widow's First Dawn” Rope – Family Vineyard (2003)
- “MEETING FLAP NANG-PA” – FLAP-ART (2001)
- Gephart Long Quartet “Corners” Gephart/Long Records (2000)
- “The City of Strangers” – Sepia Records (2000)
- “The Surrender” – Sepia Records (2000)
- “Primordial Passage” – vinyl  Peacefrog Records – London (1999)
- “Primordial Passage” – CD Peacefrog Records – London (1999)
- “The Sacred Spaces Ep” – Underground Evolution Records (1999)
- Fernando Huergo “Living these Times” – Browstone Records (1998)
- “Women Who Swing Chicago” – Big Chicago Records (1998)
- Elżbieta Adamiak Do Wenecji stąd dalej co dzień – Polskie Nagrania „Muza” (1986)
- Leszek Winder Blues forever – Polskie Nagrania „Muza” (1986)

## Nagrody i wyróżnienia
- 2011 – Muzyka – Grażyna Auguścik – Doroczna Nagroda Ministra Kultury i Dziedzictwa Narodowego – Laur[5].
- 2017 – Złota Sowa Polonii za twórczość muzyczną[6].
- 2017 – Srebrny Medal „Zasłużony Kulturze Gloria Artis”[7]
- 2024 – Krzyż Kawalerski Orderu Odrodzenia Polski[8]